# Ceftriaxon
Ceftriaxon ist ein Antibiotikum aus der Gruppe der Cephalosporine der dritten Generation. Die bakterizide Wirkung erfolgt, wie bei anderen β-Lactam-Antibiotika, durch Hemmung der bakteriellen Zellwandsynthese. Ceftriaxon wurde 1982 von Hoffmann-La Roche eingeführt.

## Wirkspektrum
Im Vergleich zu den Cephalosporinen der 1. und 2. Generation ist das Wirkungsspektrum im gramnegativen Bereich leicht erweitert, im grampositiven leicht abgeschwächt. Die für die Cephalosporine typische Enterokokkenlücke ist bei Ceftriaxon vorhanden, auch Listerien, Legionellen und Pseudomonas aeruginosa werden nicht erfasst.

## Pharmakokinetik
Da Ceftriaxon nach oraler Gabe nicht resorbiert wird, erfolgt die Applikation parenteral. Aufgrund der hohen Plasmaproteinbindung beträgt die Halbwertzeit von Ceftriaxon 7 bis 8 Stunden. Die Ausscheidung erfolgt zu 60 Prozent über die Niere und zu 40 Prozent über die Galle. Ceftriaxon verfügt über eine sehr gute Gewebegängigkeit und erreicht auch im Liquor cerebrospinalis therapeutisch wirksame Konzentrationen.

## Indikationen
Ceftriaxon ist zur kalkulierten Initialtherapie schwerster, lebensbedrohlicher Infektionen, einschließlich der eitrigen Meningitis geeignet. Spektrumlücken müssen jedoch durch Kombination mit weiteren Antibiotika geschlossen werden. Des Weiteren ist Ceftriaxon zur Therapie der Neuroborreliose und der Einmalbehandlung der Gonorrhoe geeignet.

## Gegenanzeigen
Ceftriaxon ist bei Allergie gegen Cephalosporine kontraindiziert. Auch bei Penicillinallergie ist Vorsicht geboten wegen einer möglichen Kreuzallergie. Früh- und Neugeborenen sollte aufgrund der Gefahr einer Bilirubinenzephalopathie kein Ceftriaxon verabreicht werden – ein alternatives Cephalosporin der 3. Generation wäre dann beispielsweise Cefotaxim.

## Wechselwirkungen
Ceftriaxon-Infusionen dürfen nicht gleichzeitig mit Calcium-haltigen Lösungen und Medikamenten verabreicht werden, auch nicht über getrennte Kanülen. Außerdem dürfen calciumhaltige Mittel erst 48 Stunden nach der letzten Ceftriaxon-Dosis verabreicht werden, da sich sonst gefährliche Calcium-Ceftriaxon-Präzipitate bilden können. Eine Kombination mit dem Antibiotikum Chloramphenicol sollte vermieden werden, da die beiden Arzneistoffe gegenseitig ihre Wirkung mindern.

## Handelsnamen
Monopräparate

Cefotrix (D, A), Rocephin (D, A, CH), Tercefon (A), zahlreiche Generika (D, A, CH)